# Sowjetarmee-Pokal 1952
Der Sowjetarmee-Pokal 1952 war die zwölfte Austragung des Pokalwettbewerbs im Fußball in Bulgarien. Pokalsieger wurde USS-DSO Udarnik Sofia. Das Team setzte sich im Finale gegen DSO Spartak Sofia durch.

## Modus
In allen Runden wurde der Sieger in einem Spiel ermittelt. Stand es nach der regulären Spielzeit von 90 Minuten unentschieden, kam es zur Verlängerung von zweimal 15 Minuten. Falls danach immer noch kein Sieger feststand, wurde das Spiel wiederholt.

## Teilnehmer
| - DSO Akademik Sofia - DSO Dinamo Sofia - DNA Kasanlak - DSO Minjor Dimitrowo - DNA Plowdiw - DSO Stroitel Burgas - DSO Stroitel Petritsch - DSO Spartak Sofia - DSO Spartak Plewen | - DSO Spartak Plowdiw - DSO Spartak Stalin - DSO Torpedo Plewen - DSO Torpedo Plowdiw - DSO Torpedo Sofia - DSO Tscherweno sname Widin - DSO Tscherweno sname Gabrowo - DSO Tscherweno sname Kjustendil - DSO Tscherweno sname Pawlikeni | - DSO Tscherweno sname Pomorie - DSO Tscherweno sname Stanke Dimitrow - DSO Septemwri Tolbuchin - DSO Udarnik Kolarowgrad - GUTP-DSO Udarnik Sofia - WUS Stalin - WWS Sofia - ZDNA Sofia |

## 1. Vorrunde
|                                      | Ergebnis  |                                 |
| ------------------------------------ | --------- | ------------------------------- |
| DSO Tscherweno sname Widin           | 3:1       | DSO Torpedo Plewen              |
| WWS Sofia                            | 8:1       | DSO Tscherweno sname Kjustendil |
| DSO Tscherweno sname Pomorie         | 1:0       | DSO Stroitel Burgas             |
| DSO Spartak Plowdiw                  | 1:1 n. V. | DNA Kasanlak                    |
| DSO Septemwri Tolbuchin              | 2:1       | DSO Udarnik Kolarowgrad         |
| DSO Tscherweno sname Pawlikeni       | 2:1       | DSO Tscherweno sname Gabrowo    |
| DSO Stroitel Petritsch               | Freilos   |                                 |
| DSO Tscherweno sname Stanke Dimitrow | Freilos   |                                 |

### Wiederholungsspiel
|                     | Ergebnis |              |
| ------------------- | -------- | ------------ |
| DSO Spartak Plowdiw | 2:0      | DNA Kasanlak |

## 2. Vorrunde
|                              | Ergebnis  |                                      |
| ---------------------------- | --------- | ------------------------------------ |
| WWS Sofia                    | 2:1 n. V. | DSO Tscherweno sname Widin           |
| DSO Tscherweno sname Pomorie | 1:0       | DSO Spartak Plowdiw                  |
| DSO Stroitel Petritsch       | 2:1       | DSO Tscherweno sname Stanke Dimitrow |
| DSO Septemwri Tolbuchin      | 2:1       | DSO Tscherweno sname Pawlikeni       |

## Achtelfinale
|                                | Ergebnis  |                        |
| ------------------------------ | --------- | ---------------------- |
| ZDNA Sofia                     | 5:0       | WWS Sofia              |
| DSO Dinamo Sofia               | 3:1       | DSO Torpedo Sofia      |
| DNA Plowdiw                    | 2:0       | DSO Akademik Sofia     |
| DSO Tscherweno sname Pomorie   | 0:1       | DSO Torpedo Plowdiw    |
| DSO Tscherweno sname Petritsch | 0:1       | DSO Spartak Sofia      |
| DSO Minjor Dimitrowo           | 0:2       | GUTP-DSO Udarnik Sofia |
| DSO Spartak Stalin             | 1:1 n. V. | WUS Stalin             |
| DSO Tscherweno sname Tolbuchin | 1:1 n. V. | DSO Spartak Plewen     |

### Wiederholungsspiele
|                                | Ergebnis  |                    |
| ------------------------------ | --------- | ------------------ |
| DSO Spartak Stalin             | 2:2 n. V. | WUS Stalin         |
| DSO Tscherweno sname Tolbuchin | 0:0 n. V. | DSO Spartak Plewen |
| DSO Spartak Stalin             | 0:1 n. V. | WUS Stalin         |
| DSO Tscherweno sname Tolbuchin | 1:2       | DSO Spartak Plewen |

## Viertelfinale
|                        | Ergebnis  |                    |
| ---------------------- | --------- | ------------------ |
| DSO Torpedo Plowdiw    | 1:0       | ZDNA Sofia         |
| WUS Stalin             | 0:1       | DNA Plowdiw        |
| GUTP-DSO Udarnik Sofia | 2:1       | DSO Dinamo Sofia   |
| DSO Spartak Sofia      | 1:1 n. V. | DSO Spartak Plewen |

### Wiederholungsspiel
|                   | Ergebnis |                    |
| ----------------- | -------- | ------------------ |
| DSO Spartak Sofia | 3:1      | DSO Spartak Plewen |

## Halbfinale
|                     | Ergebnis  |                        |
| ------------------- | --------- | ---------------------- |
| DNA Plowdiw         | 1:2       | GUTP-DSO Udarnik Sofia |
| DSO Torpedo Plowdiw | 0:0 n. V. | DSO Spartak Sofia      |

### Wiederholungsspiele
|                     | Ergebnis  |                   |
| ------------------- | --------- | ----------------- |
| DSO Torpedo Plowdiw | 1:1 n. V. | DSO Spartak Sofia |
| DSO Torpedo Plowdiw | 1:2       | DSO Spartak Sofia |

## Finale
| Paarung                | GUTP-DSO Udarnik Sofia – DSO Spartak Sofia |
| Ergebnis               | 3:1 (1:0) |
| Datum                  | 9. November 1952 |
| Stadion                | Narodna-Armija-Stadion, Sofia |
| Zuschauer              | 22.000 |
| Schiedsrichter         | Trajan Christow |
| Tore                   | 1:0 Georgi Stojtschew (32.) 2:0 Dimitar Isakow (46.) 2:1 Nikola Iwanow (69.) 3:1 Dragan Georgiew (86., Elfmeter) |
| GUTP-DSO Udarnik Sofia | Jordan Josifow – Panajot Welew, Todor Kapralow, Miltscho Goranow – Toma Atanasow, Nikola Iwanow – Ignat Ignatow, Jordan Mitow (46. Kiril Tschernew), Dimitar Isakow, Georgi Stojtschew, Toma Zachariew Cheftrainer: Iwan Radojew               |
| DSO Spartak Sofia      | Apostol Sokolow – Stojan Wassilew (25. Dimitar Rajkow), Boris Apostolow , Petar Dontschew, Ljuben Trajkow – Christo Panarow, Todor Diew, Dragan Georgiew – Dobromir Taschkow, Swetoslaw Indschew, Georgi Nikolow Cheftrainer: Ljubomir Angelow |